# Woodův kov

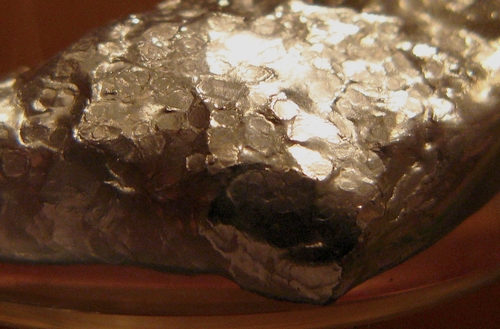
Slitek Woodova kovu vzniklého rychlým ochlazením studenou vodou

Woodův kov je pájka s teplotu tání 60 až 70 °C (podle složení), tedy méně než je teplota varu vody za běžného tlaku. Má hustotu přibližně 9600 kg·m−3. Je pojmenován po americkém zubaři Barnabasi Woodovi, ale prodává se pod mnoha dalšími značkami. Je to prakticky eutektická slitina 4 kovů s přibližným složením: cín (12,5 %), olovo (25 %), bismut (50 %), a kadmium (12,5 %). Udává se také hmotnostní poměr 1:2:4:1.
Hlavním způsobem použití této slitiny jsou nejrůznější pojistky a požární čidla. Nevýhodou je obsah toxického kadmia a olova. Alternativou je v tomto případě Fieldův kov, který má podobně nízkou teplotu tání, ale tyto toxické složky neobsahuje.